# Günter Narr
Günter Narr (* 21. Dezember 1972 in Wattens) ist ein ehemaliger österreichischer Judoka.

## Biografie
Günter Narr war ein jahrelanges Mitglied der österreichischen Nationalmannschaft und mehrfacher österreichischer Meister. Sein international größter Erfolg war der Sieg beim Weltcupturnier in Basel 1994.
Seit seiner Jugend ist sein Stammverein der Judoclub WSG-Swarovski Judo Wattens, für den er als Trainer tätig ist.